# Prionomys batesi
Genre
Espèce
Statut de conservation UICN

 DD  : Données insuffisantes
La souris arboricole de Bates (Prionomys batesi) est une espèce de rongeur de la famille des Nesomyidae vivant en Afrique centrale. C'est l'unique espèce du genre Prionomys, depuis sa classification en 1910.

## Distribution et habitat
La souris arboricole de Bates n'a été répertoriée que dans quatre localités à travers trois pays différents. Cela regroupe Bitye et Obala au Cameroun, La Maboké en République centrafricaine, et Odzala en République du Congo. Au total, seul 23 specimens sont exposés dans des musées à travers le monde (Denys et al., 2006).
Denys et al. (2006) ont découvert que Prionomys présente une spécialisation écologique pour les mosaïques de forêt-savane d'Afrique centrale. Durant les périodes interglaciaires, cette région a connu des phases alternées d'humidité et de sécheresse. La savane s'étend durant les périodes sèches, et les forêts progressent durant les périodes humides, entraînant des variations locales d'habitat. Prionomys semble être spécialisé pour les habitats forestiers en lisière de savanes. En particulier, l'espèce est présente dans les zones où la forêt recolonise d'anciennes savanes. Elle est donc associée aux jeunes forêts en début de succession écologique, et est absente des forêts matures en fin de succession.

### Genre
- (en) UICN : espèce Prionomys batesi Dollman, 1910 (consulté le 30 mai 2015)
- (en) Mammal Species of the World (3e  éd., 2005) :  Prionomys
- (fr + en) ITIS : Prionomys  Dollman, 1910
- (en) Animal Diversity Web : Prionomys

### Espèce
- (en) Mammal Species of the World (3e  éd., 2005) :  Prionomys batesi
- (en) Catalogue of Life : Prionomys batesi Dollman, 1910 (consulté le 15 décembre 2020)
- (fr + en) ITIS : Prionomys batesi  Dollman, 1910
- (en) Animal Diversity Web : Prionomys batesi